# Scotophilus
Scotophilus är ett släkte av fladdermöss som ingår i familjen läderlappar (Vespertilionidae).
Det vetenskapliga namnet är sammansatt av de latinska orden scoto (skugga) och philus (vän).

## Utseende
Arterna når en kroppslängd (huvud och bål) av 60 till 117 mm och en svanslängd av 40 till 65 mm. De väger cirka 15 till 22 g och har 42 till 89 mm långa underarmar. Ett undantag är Scotophilus nigrita som blir med en vikt av cirka 89 g mycket tyngre. Scotophilus kännetecknas av en robust kropp samt kraftiga käkar och tänder. Pälsens färg varierar mellan olika arter och populationer. Oftast förekommer gulbruna färger på ovansidan och blek gula till vitaktiga färger på undersidan. Scotophilus kuhlii och kanske även andra arter byter pälsfärg under årets lopp.

## Utbredning
Dessa fladdermöss förekommer i varma regioner av Afrika och södra Asien inklusive tillhörande öar. Arterna kan anpassa sig till olika habitat. Vissa hittas främst i skogar och andra lever i savanner. I släktet finns även kulturföljare.

## Ekologi
Individerna vilar ofta i byggnader, främst under tak där höga temperaturer uppstår. Andra viloplatser som används är håligheter i träd och ihåliga stjälkar av stora palmblad. Individer av arten Scotophilus kuhlii hittades även i tältliknande konstruktioner av blad. Liknande konstruktioner byggs av det sydamerikanska släktet Uroderma. I Afrika används övergivna bon som skapades av hackspettar.
Viloplatsen lämnas under skymningen för att jaga flygande och marklevande insekter som skalbaggar, nattfjärilar och termiter. Gruppernas storlek vid viloplatsen varierar. Vanligast är mindre flockar med upp till 20 individer. Ibland bildas större kolonier med hundra eller några fler medlemmar. Hos Scotophilus kuhlii observerades under fortplantningstiden kolonier med endast honor.
Fortplantningssättet är beroende på art. Allmänt föds en till två ungar per kull.

## Arter
Arter enligt IUCN:
- Scotophilus andrewreborii, Kenya, är kanske identisk med Scotophilus colias som beskrevs 1904.
- Scotophilus borbonicus, på Réunion öster om Madagaskar.
- Scotophilus celebensis, på Sulawesi.
- Scotophilus collinus, på flera öar i Sydostasien.
- Scotophilus dinganii, Afrika söder om Sahara.
- Scotophilus heathi, södra Asien, fastlandet samt Sri Lanka och Hainan.
- Scotophilus kuhlii, södra Asien och sydostasiatiska öar.
- Scotophilus leucogaster, Sahelzonen i Afrika samt avskilda populationer längre söderut.
- Scotophilus livingstonii, olika fyndplatser i Afrika.
- Scotophilus marovaza, västra Madagaskar.
- Scotophilus nigrita, västra och östra Afrika.
- Scotophilus nucella, Ghana och Elfenbenskusten.
- Scotophilus nux, västra och centrala Afrika.
- Scotophilus robustus, centrala Madagaskar.
- Scotophilus tandrefana, västra Madagaskar.
- Scotophilus trujilloi; Kenya.
- Scotophilus viridis, Sahelzonen och östra Afrika.

Under 2010-talet godkändes Scotophilus nigritellus som art.